# نوي سيسوكو
نوي سيسوكو (بالفرنسية: Noé Sissoko)‏ (2 يونيو 1983 بباماكو في مالي - ) هو لاعب كرة قدم مالي في مركز الوسط. لعب مع الملعب المالي ونادي كريتيل ونوتس كاونتي وسيركل أولمبيك باماكو وPAE Kerkyra ‏ وFC Drouais ‏.

## وصلات خارجية
- نوي سيسوكو على موقع قاعدة بيانات كرة القدم.إي يو (الإنجليزية)
- نوي سيسوكو على موقع Soccerbase.com (لاعب) (الإنجليزية)